# Alexis Vastine
Alexis Vastine (Pont-Audemer, 17 novembre 1986 – Villa Castelli, 9 marzo 2015) è stato un pugile francese.

## Biografia

### Carriera
Figlio del pugile Alain Vastine, nel 2009 Alexis vinse la medaglia d'oro nei Pesi welter leggeri ai XVI Giochi del Mediterraneo. Alle Olimpiadi estive di Pechino nel 2008 ebbe la medaglia di bronzo nella categoria welter leggeri, sconfitto in semifinale dal dominicano Manuel Félix Díaz, poi vincitore del titolo. Prese parte anche alle Olimpiadi di Londra 2012, nella categoria welter, dove venne battuto ai quarti di finale dall'ucraino Taras Šelestjuk.

### Morte
Alexis Vastine morì il 9 marzo 2015 all'età di 28 anni in un incidente tra due elicotteri presso la località di Villa Castelli, in Argentina, ove si trovava per le riprese di un reality show televisivo di TF1. Nello stesso incidente rimasero uccise altre nove personeː la nuotatrice Camille Muffat, la velista Florence Arthaud, cinque membri dell'équipe televisiva di TF1 e i due piloti argentini. Tutti i corpi andarono carbonizzati. Neanche due mesi prima era morta una sorella di Alexis, Célie Vastine, anche lei pugile, in un incidente automobilistico.